# John Bennet Lawes
Sir John Bennet Lawes, 1st Baronet FRS (28 de desembre de 1814 – 31 d'agost de 1900), va ser un empresari anglès i un científic de l'agricultura. Va fundar la Granja Experimental de Rothamsted on va desenvolupar un fertilitzant superfosfat que va iniciar la indústria dels fertilitzants químics.

## Biografia
John Bennet Lawes nasquà a Rothamsted en l'actual Harpenden prop de St Albans, Hertfordshire el 28 de desembre de 1814, era l'únic fill de John Bennet Lawes, propietari de la finca Rothamsted. His father died when he was eight years old, so he was raised mostly by his mother Marianne. Ell va ser educat a Eton College i a Brasenose College, Oxford, malgrat que no es va arribar a graduar. A la mort del seu pare, el 1822, heretà la finca Rothamsted. El 1837, inicià els experiments dels efectes de diversos sobre plantes en testos i un any més tard sobre els conreus extensius. El 1839 un estruç que li pertanyia es va escapar L'any 1842, va patentar un adob format pel tractament de fosfats amb àcid sulfúric i així inicà la indústria dels adobs artificials. Va contractar els serveis de Joseph Henry Gilbert, amb qui durant 50 anys experimentà els efectes dels adobs sobre les collites i en la cria d'animals, El 1854, va ser escollit Fellow de la Royal Society, que el 1867 concediren una Royal Medal a Lawes i Gilbert ex aequo, i el 1882 obtingué el títol de baronet.

## Honors
La localitat de Lawes, Queensland a Austràlia porta el seu nom.